# كورتينا دامبيدزو

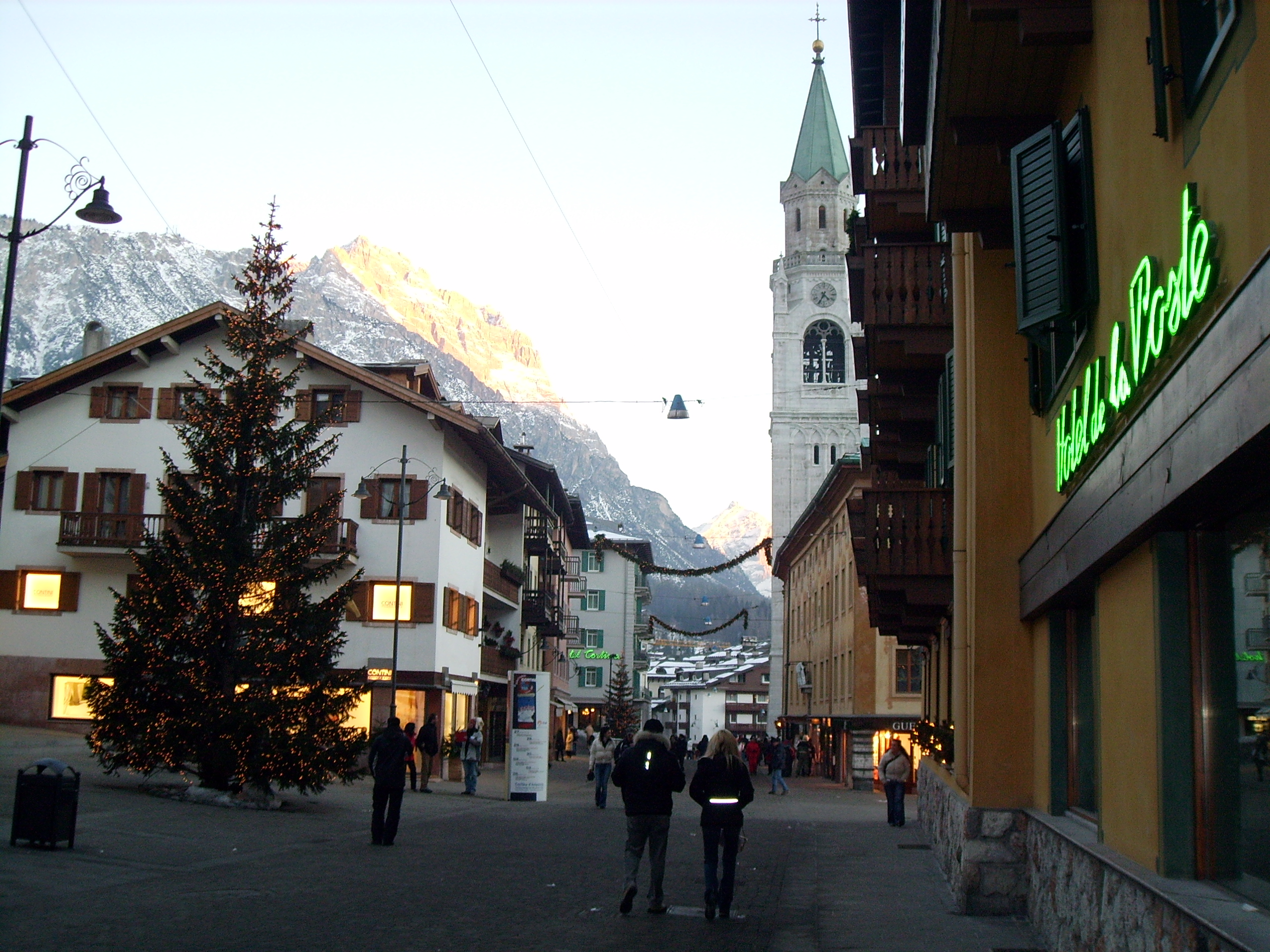
صورة من وسط المدينة

كورتينا دامبيدزو هي بلدية تابعة لمقاطعة بلونو في إقليم فينيتو الاٍيطالي تقع جنوب الألب في قلب منطقة دولوميت ويبلغ ارتفاعها 1210 م فوق سطح البحر وتمتاز بجذب سياحي كبير وخصوصا من قبل رياضيي التزلج.

استضافت المدينة الألعاب الأولمبية الشتوية لسنة 1956 كما انه قد قرر قبل ذلك استضافة الدورة في المدينة قبل ذلك أي دورة 1944 قبل أن تتأجل بسبب الحرب العالمية الثانية.
بلغ عدد سكان المدينة سنة 2010 6097 نسمة

## المناخ
يظهر الجدول التالي التغييرات المناخية على مدار السنة لكورتينا دامبيدزو:
| البيانات المناخية لـكورتينا دامبيدزو | البيانات المناخية لـكورتينا دامبيدزو | البيانات المناخية لـكورتينا دامبيدزو | البيانات المناخية لـكورتينا دامبيدزو | البيانات المناخية لـكورتينا دامبيدزو | البيانات المناخية لـكورتينا دامبيدزو | البيانات المناخية لـكورتينا دامبيدزو | البيانات المناخية لـكورتينا دامبيدزو | البيانات المناخية لـكورتينا دامبيدزو | البيانات المناخية لـكورتينا دامبيدزو | البيانات المناخية لـكورتينا دامبيدزو | البيانات المناخية لـكورتينا دامبيدزو | البيانات المناخية لـكورتينا دامبيدزو | البيانات المناخية لـكورتينا دامبيدزو |
| الشهر                                | يناير                                | فبراير                               | مارس                                 | أبريل                                | مايو                                 | يونيو                                | يوليو                                | أغسطس                                | سبتمبر                               | أكتوبر                               | نوفمبر                               | ديسمبر                               | المعدل السنوي                        |
| ------------------------------------ | ------------------------------------ | ------------------------------------ | ------------------------------------ | ------------------------------------ | ------------------------------------ | ------------------------------------ | ------------------------------------ | ------------------------------------ | ------------------------------------ | ------------------------------------ | ------------------------------------ | ------------------------------------ | ------------------------------------ |
| متوسط درجة الحرارة الكبرى °م (°ف)    | −0.3 (31.5)                          | 2.0 (35.6)                           | 6.3 (43.3)                           | 11.1 (52.0)                          | 15.3 (59.5)                          | 19.5 (67.1)                          | 21.8 (71.2)                          | 20.1 (68.2)                          | 17.9 (64.2)                          | 11.9 (53.4)                          | 5.3 (41.5)                           | 1.4 (34.5)                           | 11.0 (51.8)                          |
| المتوسط اليومي °م (°ف)               | −5.0 (23.0)                          | −3.1 (26.4)                          | 1.1 (34.0)                           | 5.5 (41.9)                           | 9.7 (49.5)                           | 13.4 (56.1)                          | 15.4 (59.7)                          | 14.3 (57.7)                          | 12.0 (53.6)                          | 6.9 (44.4)                           | 1.2 (34.2)                           | −2.7 (27.1)                          | 5.7 (42.3)                           |
| متوسط درجة الحرارة الصغرى °م (°ف)    | −9.6 (14.7)                          | −8.2 (17.2)                          | −4.1 (24.6)                          | 0.0 (32.0)                           | 4.1 (39.4)                           | 7.3 (45.1)                           | 9.0 (48.2)                           | 8.6 (47.5)                           | 6.2 (43.2)                           | 1.9 (35.4)                           | −2.8 (27.0)                          | −6.8 (19.8)                          | 0.5 (32.8)                           |
| الهطول مم (إنش)                      | 32 (1.3)                             | 35 (1.4)                             | 32 (1.3)                             | 52 (2.0)                             | 82 (3.2)                             | 104 (4.1)                            | 121 (4.8)                            | 113 (4.4)                            | 80 (3.1)                             | 67 (2.6)                             | 65 (2.6)                             | 33 (1.3)                             | 816 (32.1)                           |
| المصدر:                              |                                      |                                      |                                      |                                      |                                      |                                      |                                      |                                      |                                      |                                      |                                      |                                      |                                      |

## توأمة
لكورتينا دامبيدزو اتفاقيات توأمة مع كل من:
- سكردو
- كاتوليكا

## أعلام
- برونو البرتي
- ريناتو دي ريفا
- لوتشيانو البرتي
- إنريكو بينديتي
- مانويلا أنغيلي

## روابط
- http://www.guidecortina.com السياحة في المدينة
- http://www.dolomiti.org/dengl/cortina/index.html الموقع الرسمي للمدينة